# Авторско-правовой совет Канады
Авторско-правовой Совет Канады является экономико-нормативным органом, уполномоченным решать либо в обязательном порядке или по просьбе заинтересованного лица вопросы выплаты авторского гонорара за использование защищенного авторским правом произведения, при передаче вопросов авторских прав авторами обществу по коллективному управлению оными. Совет имеет право контролировать исполнение договоров между пользователями и органами лицензирования, выдает лицензии по просьбе авторов. Выдача лицензий производится на платной основе. Стоимость работ составляет $ 65 (2016).
Деятельность совета осуществляется в соответствии с документами «Statement of Proposed Royalties to Be Collected
by ERCC from Educational Institutions in Canada, for the Reproduction and Performance of Works or Other Subject-Matters Communicated to the Public by Telecommunication for the Years 2012 to 2016», "Statements of Proposed Royalties to Be Collected
by CBRA for the Fixation and Reproduction of Works and Communication Signals, in Canada, by Commercial and Non-Commercial Media
Monitors for the Years 2014 to 2016 " и др. В документах описывается порядок и источник выплаты авторских гонораров, тарифы гонораров, порядок контроля по защитой авторских прав.
Совет также проводит обучение авторов действующим законам об авторских правах.

## Примечание
1. ↑  Copyright Board of Canada — About Us: Our Mandate. Дата обращения: 24 февраля 2016. Архивировано из оригинала 4 марта 2016 года.